# خديجة محمد صفوت
بروفسير خديجة محمد صفوت كاتبة وباحثة السودانية من ابرز الباحثين في الاقتصاد السياسي والتنمية والقضايا النسوية وعلم الاجتماع السياسي والاقتصادي، لها عدة إصدارات ومؤلفات واهتمت بشكل خاص بكتابة ادب الرحلة. عملت استاذة اقتصاد سياسي / جامعة أوكسفورد، 

## مؤلفاتها
لها مؤلفات بالعربية والإنجليزية والبرتغالية والفرنسية، أهمها كتاب (الأسلام السياسي)و (رأس المال الهارب) وستار الصمت ، وافراح اسيا النسوقراط بالاشتراك مع المفكرة البرتقالية مريام جوزيف.وشاركت في وضع “الموسوعة العالمية للمرأة”، وهو عمل موسوعي كبير، صدر عن “دار راتلج” في كل من نيويورك ولندن وسيدني.

## وظائف التحقت بها
شغلت الكاتبة على مدار سنوات طويلة، العديد من المراكز الأكاديمية، فهي محاضر وأستاذة زائرة في العديد من الجامعات العالمية، وخبيرة لدى الأمم المتحدة، وعضو في مجالس أمناء مراكز بحوث المجتمعات، التي أقامت فيها وعملت كالسودان، وموزبيق، وزيمبابوي، والجزائر، واليمن، وفلسطين، والسنغال، وكندا، والاتحاد السوفياتي سابقاً، وروسيا الفيديرالية، وويلز في إنجلترا، وفي أيرلندا الشمالية وفرنسا، وغيرها.
وحائزة الزمالة الفخرية من جامعة ويلز، وعضوية اتحاد الطلاب البريطاني مدى الحياة، وعضوية اتحاد أساتذة الجامعات البريطانية، والمديرة التنفيذية لمركز أبحاث الشرق الأوسط وأفريقيا (ميرايك)، الذي أسسته في جامعة ويلز، وعضو مجلس البحوث، ومستشارة أكاديمية العلوم السوفياتية، ثم روسيا، وعضو مؤسس وتنفيذي ومستشارة لدى جمعيات مهنية وأكاديمية غربية، عربية وأفريقية، ومنظمات الأمم المتحدة، مثل برنامج الأمم المتحدة للتنمية، وبرنامج البيئة، وبرنامج السكان، ومنظمة العمل الدولية، وخبيرة متبرّعة لدى ببرنامج غزة للصحة النفسية ـ الجامعة الإسلامية غزة، التابع لوزارة التربية الفلسطينية.

## إسهاماتها
وأسهمت صفوت في تأسيس بنك المرأة العربية، تحت رعاية منظمة العمل الدولية "تورينو ـ إيطاليا”، والجمعية العالمية للمرأة المسلمة (اتحاد البرلمانيات المسلمات ـ كوالا لامبور ـ ماليزيا)، واتحاد ثلثي نساء العالم، الذي انبثق من قمة المرأة الثالثة (تايبيه ـ تايوان). وقد مكنتها خبراتها عبر هذه المجالات من بناء تصوُّر بالغ النضج، عن التداخل والتشابك المخيفين بين قضايا المرأة في العالم، ومجمل قضايا الكوكب